# Zwabenspiegel

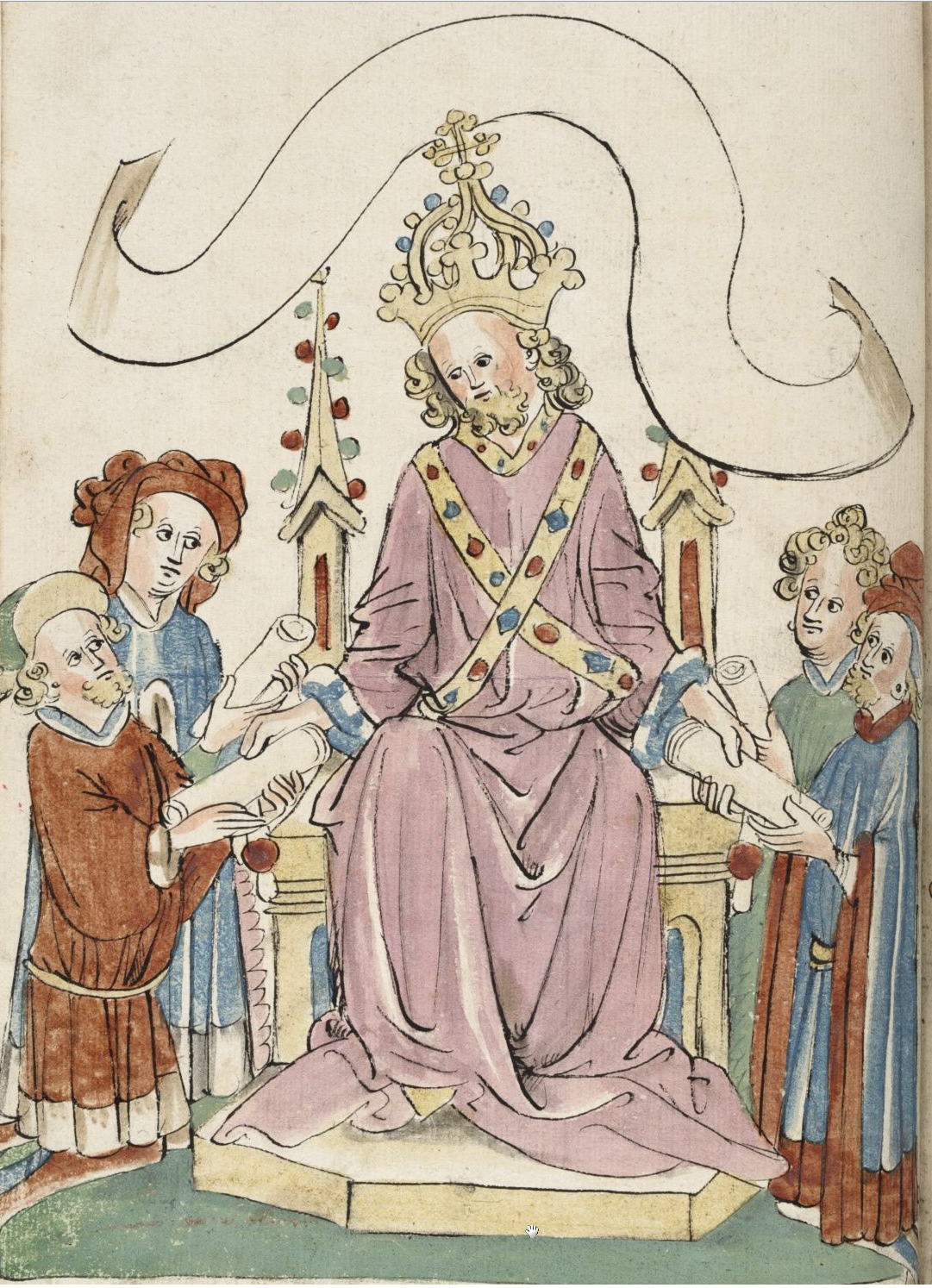
Schwabenspiegel: Karel de Grote als wetgever

De Zwabenspiegel (Duits: Schwabenspiegel) is sinds 1609 de naam voor het rond 1275 ontstane Zuidduitse rechtsboek voor de niet-Saksische gebieden van het Heilige Roomse Rijk. Het werd geschreven door een onbekende Augsburgse franciscaan. Oorspronkelijk heette het Kaiserliches Land- und Lehenrecht of Kaiserrecht. De naam Schwabenspiegel is voor het eerst gebruikt in de uitgave van 1609 van de laathumanistische Zwitser Melchior Goldast. Zwaben was oorspronkelijk een groep een Germaanse stammen.
De Zwabenspiegel gaat vooral over het middeleeuwse land- en leenrecht. Het is een bewerking van het  rechtsboek de Saksenspiegel beïnvloed door de Deutschenspiegel aangevuld met oudere rechtsteksten en stukken uit de Bijbel, het Romeinse en canoniek recht en de rijkswetten.
Het bevat een lang hoofdstuk over de bijzondere wetgeving voor joden, onder andere de jodeneed, het verbod van geweldpleging tegen joden en het zogenaamde helersprivilege. Uit het canonieke recht komt het verbod op gemengde huwelijken en het bevorderen van bekeringen. Verder waren de voorschriften voor de ambtsbekleders geregeld.
Volgens het Zwabenspiegelrecht mochten alleen het Rijk en de rijksvorsten de vier hofbeambten hebben, maarschalk, drost, schenker en kameraar. Deze bekleders moesten van oorsprong vrij zijn. Maar daaraan stoorde zich in de lage landen niemand.
Het had talrijke bewerking en een grote verbreiding, vooral in Zuid-Duitsland, maar ook in Tsjecho-Slowakije en Frankrijk.